# Paul Desmarteaux
Paul Desmarteaux (* 23. Juni 1905 in Montreal; † 19. Januar 1974 ebenda) war ein kanadischer Schauspieler.
Der Sohn des Schauspielers und Sängers Alexandre Desmarteaux debütierte, nachdem er als Platzanweiser, Techniker, Beleuchter und Bühnenbildner gearbeitet hatte, als Schauspieler am Théâtre Stella mit der Troupe Barry-Duquesne und trat an der Seite von Olivier Guimond (Vater) und Olivier Guimond (Sohn), Mimi d'Estée und Henry Deyglun, Claude Blanchard, Léo Rivest, Manda Parent, Gilles Latulippe, Jean Grimaldi und Rose Ouellette auftrat.
Seit den 1950er Jahren wirkte er auch in Filmen mit, so als Vater Gagnon in Jean-Yves Bigras’ La petite Aurore l’enfant martyre mit Lucie Mitchell und Yvonne Laflamme. Von 1956 bis 1970 spielte er den Curé Labelle in der Fernsehserie Les belles histoires des pays d'en haut. 